# Velušovce
Velušovce (prononciation slovaque : [ˈvɛluʃou̯t͡sɛ], hongrois : Velős [ˈvɛløːʃ]) est un village de Slovaquie situé dans la région de Nitra.

## Histoire
Première mention écrite du village en 1389.

## Géographie
Velušovce se situe à 9 km au nord de Topoľčany.
| Závada |           | Prašice |
|        | Velušovce |         |
| Tesáre |           | Jacovce |

## Démographie

### Évolution de la population
| Année:               | 1994. | 2004.   | 2014.   | 2024.   |
| -------------------- | ----- | ------- | ------- | ------- |
| Nombre de personnes: | 497   | 510     | 493     | 542     |
| Différence:          |       | +2,61 % | -3,33 % | +9,93 % |

| Année:               | 2023. | 2024.   |
| -------------------- | ----- | ------- |
| Nombre de personnes: | 546   | 542     |
| Différence:          |       | -0,73 % |